# Witch Hunter Robin
Witch Hunter Robin är en japansk animeserie som skapats av Sunrise. Serien utspelar sig i 2000-talets Japan följer STN-J, den japanska grenen av "Solomon", en hemlig världsomspännande organisation. Organisationen bekämpar farligt användande av häxkonster. Till sin hjälp har organisationen en databas över de personer som har en särskild gen som gör det möjligt att använda häxkraft. Databasen används för att gripa eller undanröja de som har förlorat kontrollen över sin förmåga och som därför utgör ett hot mot allmänheten. Serien är en otypisk anime då den är tecknad i en realistisk stil med gotisk känsla i arkitektur och ljussättning. Förutom referenser till de västerländsk kristendom och häxor används också runor, i synnerhet armanenrunor, men också det forniriska skriftspråket ogham och den judiska kabbalan. Serien fokuserar på en av STN-Js medlemmar: Robin Sena. 
Serien utkom i 26 avsnitt och sändes i Japan på nätverket TV Tokyo mellan den 3 juli 2002 och 24 december 2002.

## Handling
Häxor har funnits sedan tidernas begynnelse, men först i modern tid har det blivit möjligt att på ett vetenskapligt sätt upptäcka och med säkerhet avgöra vem som bär på förmågan att bli en häxa. Genom framsteg i genetiken har det blivit möjligt att upprätta en databas över individer som bär på en viss gen. Bärare av genen ges beteckningen "frö", så länge deras anlag inte visat sig. När ett frös kraft vaknar får bäraren av genen en kraft, en övernaturlig förmåga att påverka sin omgivning. Hur denna nyfunna kraft påverkar individen varierar. En del kan hantera det och förbli osynliga i samhället, andra kan det inte och det är för den senare gruppen, de som benämns "häxor", som organisationen Solomon skapade häxjägarna. Serien följer den japanska grenen av Solomon, STN-J. STN-J är en organisation som samarbetar med polisen i fall med övernaturliga inslag. I praktiken när dödsorsaken inte med säkerhet kan fastställas.
En häxa är en formidabel motståndare och för att effektivt kunna bekämpa dem har STN-J, via sin administratör Zaizen, utvecklat en speciell substans som kallas Orbo. Orbo skyddar jägaren mot en häxas kraft. Så länge jägaren bär Orbo på sig försvagas häxors angrepp mot bäraren avsevärt, i de flesta fall helt. Orbo används också för att blockera en häxas förmåga att använda sin kraft, men för att det skall vara möjligt måste Orbo injiceras i häxans blodomlopp. Jägare använder därför särskilda luftpistoler laddade med pilar eller pellets fyllda med Orbo. Orbos enda nackdel är den påverkan ämnet har på en vanlig människas psyke. De enda som är skyddad mot denna påverkan är frön, och därför måste alla häxjägare vara frön. I praktiken innebär det inget annat än att det är häxor, eller åtminstone potentiella häxor, som jagar häxor, något som skapar en lätt paranoid stämning bland jägarna.
Serien följer den mycket unga och något försiktiga Robin Sena som anländer till STN-Js högkvarter i Japan. Robin är utsänd av Solomon och skiljer sig från de andra jägarna i det att hon sedan mycket ung ålder skolats i hur hon skall använda sin häxkonst. Av de 26 avsnitten är de inledande 11 uppbyggda i enlighet med en modern kriminalserie. Handlingen i dessa inledande avsnitt följer ett givet mönster. Ett frö vaknar upp och blir en häxa, STN-J spårar upp häxan och tar hand om problemet. I dessa inledande avsnitt byggs relationerna mellan rollfigurerna i serien. Efter vad som uppdagas i avsnitt 11 bryts det tidigare mönstret och en större och i vissa drag mörkare historia tar sin början.

## Rollfigurer
I seriens inledning är rollfigurerna i serien behäftade med de arketypiska drag som ofta tecknas i polisfilmer. Kommissarie Shintaro Kosaka är kolerisk, och skäller ständigt på sina lata medarbetare. Yurika Dōjima är den unga och rika flickan, som är mer intresserad av mode än polisarbete och Haruto Sakaki är den unge, oerfarne hetsporren som alltid vill vara först in i farliga situationer. Men seriens 26 avsnitt lyckas ändå skapa ett djup åt flera av dem och betraktaren bjuds också på en eller två överraskningar.

## Teman

### Tolerans
Människor har av olika anledningar genom historien förföljts av andra. I fallet med häxor har rädslan för det okända spelat en central roll i förföljelsen av häxor i vår historia. Denna parallell är tydlig också i Witch Hunter Robin. Robin som själv inte är särskilt långt ifrån att vara en av de som hon själv jagar, tvingas ifrågasätta vem hon är och varför de som är som hon inte skall få leva i samhället. I synnerhet när det visar sig att hennes föreställningar om häxor så markan skiljer sig från de hon jagar. Häxjakten kan ses som en allegori för vår tids förföljelser av oliktänkande.

## Produktion
- Planering: Sunrise
- Originalkoncept: Hajime Yatate, Shukou Murase
- Regi: Shukou Murase
- Rollfigursideer: Kumiko Takahashi
- Musik: TAKU Iwasaki
- Produktion: Sunrise, Bandai Visual

## Musik
- Inledning: Shell

Artist: Bana
Text: Hitomi Mieno
Kompositör / arrangemang: Hideyuki Daichi Suzuki
- Slut: Half Pain

Artist: Bana
Text: Hitomi Mieno
Komposition: Takao Asami
Arrangemang: TAKU Iwasaki

## Anspelningar och referenser
- Enligt Robins far döptes projektet att skapa den ultimata häxan till "Projekt Robin", efter häxornas egen gud "Robin Goodfellow", mer känd som Puck.
- Häxan Methusaleh är en anspelning på en person som förekommer i den judiska mytologin. Där berättas om Metusela, som levde i 969 år. Metusela var Noas farfar.
- I avsnittet "Precious Illusions" kallar häxan Methusaleh Robin för ett av Saturnus barn. Detta är en anspelning på att häxor skulle vara gudarnas barn. Den romerska guden Saturnus grekiska motsvarighet Kronos är fader till de Olympiska gudarna.
- Methusaleh hade en person som sprang ärenden åt henne. Springpojkens namn var Lazarus. I serien berättas det att Methusaleh återuppväckt honom från de döda, samma som Jesus gjorde med Lazarus.
- Zaizens dator "dekrypterar" på ett sätt som är identiskt med en liknande scen i filmen Sneakers. Skärmen innehåller också ett textblock "Hi, my name is **blank**. My voice is my passport. Verify me.", som också återfinns i Sneakers.
- I seriens förtexter visas en symbol som är hämtad från boken Lemegeton. Lemegeton behandlar hur man nedkallar och betvingar demoniska väsen.
- I seriens sluttexter syns en sida från boken Malleus Maleficarum. Boken är en handbok som användes vid häxprocesser under 1400-1600 talen.
- I avsnitt 22 visas en text som är ett citat från låten Ravenchild av den engelska folkmusikern Maddy Prior:

| ”             | With all the associations of darkness and the tricker [trickster] it is easy to lose sight of the softer, more generous side of their nature. They are often to be seen in the wild rubbing beaks and canoodling with their life’s partner, using their extensive vocabulary to “whisper sweet nothing” in a strangely anthropomorphic way. | „ |
| – Maddy Prior | |   |